# Plus près des artistes
Plus près des artistes est une émission présentée par Peggy Olmi sur France 4, durant la saison 2005/2006, s’intéressant chaque semaine à trois personnalités issues de trois domaines d'activités différents (musique, cinéma, art, sport etc.). 
Discrètes, de façon à susciter les confidences sans les forcer, les caméras de Plus près des artistes les accompagnent à un moment clé de leurs vies professionnelles (tournage d’un film pour un comédien, début d’une tournée pour un chanteur, première d’une pièce de théâtre, préparation d’une compétition pour un sportif…).